# THE 鉄道漫画
『THE 鉄道漫画』（ザ・てつどうまんが）は、"漫鉄"作家オールスターズの編集・少年画報社の発行による、鉄道をテーマとしたアンソロジーコミック。2010年に初号、2011年に二号が発売された。その後は休刊されている。

## 概要
鉄道をテーマとした漫画作品の他、鉄道関連の貴重な写真やコレクションの紹介などを掲載している。なおタイトルロゴの「THE」は旧国鉄の「JNR」マークを模したデザインとなっている。また発行ナンバーは列車番号をもじったものを使用している。

## 主な執筆者
順不同。予定分含む。

### 漫画
- バーニア600（表紙イラスト）
- 井上いちろう - 「R・S・S～道を継ぐもの」と「つばめシリーズ」を掲載。「R・S・S～道を継ぐもの」はJR乗務員の話、「つばめシリーズ」はつばめと父、祖父・善光の三人で長崎にいる母方の家を鈍行乗り継ぎで行く過程での話である。
- Bell's - 「女子Q行」女子高生が学校が違う鉄道マニアの女子同級生に、鉄道活動へ強引に引き込まれる話。
- 大石まさる - 「りんりんDIY～飯田線に乗っちゃえ～」女子高生・鈴と花梨の二人旅。
- 佐藤タイセイ - 「名寄本線よ、ふたたび」「貫通幌はキスの味」は廃線哀愁物語。「LINE MAN」は若手駅員が父駅長の田舎駅に出向して奮闘する話。未掲載の「マイ・マイ・ペース」（江ノ電）を合わせて「鈍行ゆったり鉄道物語ローカル線編」1号車（単行本）に掲載。
- ポヨ=ナマステ - 「ふたりはキャピテツ」北陸鉄道存残2路線の擬人化した人物が浅野川線を旅する。
- きよ○（鉄道居酒屋つばめ）二号では「レールエンジェル・マジカルアイル」も掲載。
- よーへい - 「食い鉄・よーへいのプレミアム駅弁」駅弁を紹介するイラスト
- 加藤礼次朗 - 「遠い汽笛」心に葛藤を抱えた家族3人が、主人公・恵の母方祖父の葬儀をきっかけに再びつながっていく話。
- 水越保・たかはしまさる（『新新宿駅企画課 あるぷすひろば』の出張版）
- 平野レオン・サード大沼 - 「鉄オタが行く！！」鉄道マニアが登場する4コマ漫画。

### エッセイ・企画
- 吉野賢壱 - 写真企画「今昔駅フォトギャラリー」とエッセイ「永久保存ノート　旅鐵奮闘帳」を掲載。
- 田中要次 - コラム「元守り鉄ツイート」俳優になる前の守り鉄（鉄道保線作業員）時代の話。
- 石本重勝・石元種雄 - 写真企画「秘蔵SLフォトギャラリー　SL時代讃歌」を掲載。

## 書誌情報
- 『THE 鉄道漫画』少年画報社〈SGコミックス〉

1. 001レ（第1号）旅立号　ISBN 978-4-7859-3427-9 2010年7月22日発行・20日発売[1]
2. 002レ（第2号）浪漫号　ISBN 978-4-7859-3552-8 2011年1月21日発行・同日発売[2]